# أسكدار
أُسكُدار (بالتركية: Üsküdar) هي إحدى بلديات محافظة إسطنبول الكبيرة والمكتظة بالسكان، وتقع على الضفة الشرقية لمضيق البسفور. يحدها من الشمال بيكوز، ومن الشرق عمرانية، ومن الجنوب الشرقي أتا شهير، ومن الجنوب قاضي كوي، ومن الغرب البسفور ويقابلها على الشاطئ المقابل أجزاء من بشكطاش، وبي أوغلو وإمينونو. ويقطن أسكدار نحو 524,889 نسمة، ولا تتجاوز مساحتها الإدارية 35.7 كيلومترًا مربعًا بمعدل كثافة سكانية تبلغ 14,702.8 للكيلومتر المربع الواحد.

## أسكدار حاليًا

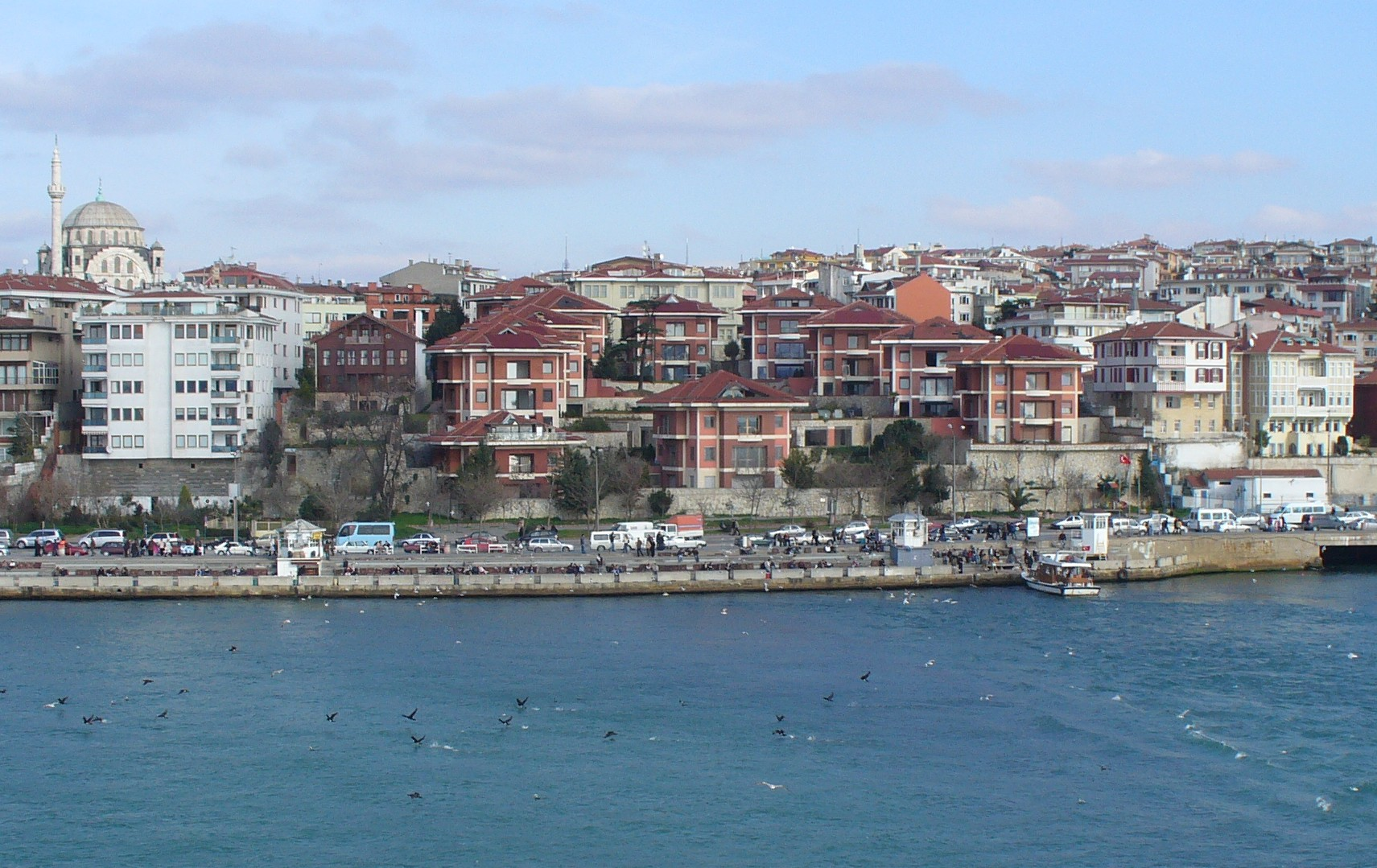
منظر من برج العذراء للواجهة البحرية لأُسكدار.

حيّ أسكدار هو واحد من أقدم المناطق السكنية في إسطنبول. ويقابل مباشرة البلدة القديمة في إمينونو والانتقال بين الطرفين عبر مضيق البوسفور سهل باستخدام القوارب أو الجسر (لا يوجد جسر يربط مباشرة بين الجزء الآسيوي حيث توجد أسكدار وشبه جزيرة المدينة القديمة حيث توجد إمينونو)، وبذلك يقطن الحي الكثير من الناس المتقاعدين، وكثير من السكان يذهبون إلى الجانب الأوروبي من أجل العمل أو الدراسة (لأنها أرخص) وفي وسط أسكدار تجمع طلابي كبير. في ساعة الذروة، تصخب الواجهة البحرية بالناس يتراكضون بين القوارب والحافلات. يطغى على أسكدار رائحة البحر، ورائحة الأمواج، والقوارب، وطيور النورس مما يجعلها من أفضل الوجهات في المدينة.
يجاور الشاطئ منطقة تسوق مزدحمة بالعديد من المطاعم، وعدد من المساجد العثمانية المهمة. إلا أن عدد المقاهي ودور السينما وقاعات البلياردو وأماكن الشباب قليل نسبيًا.
يوجد في أسكدار عدد من الجامعات، منها جامعة أسكدار وجامعة إسطنبول شهير. كذلك فإن جامعة إسطنبول التجارية (وهي جامعة خاصة، تملكها غرفة إسطنبول للتجارة) لها حرم جامعي في أسكدار.

## المناخ

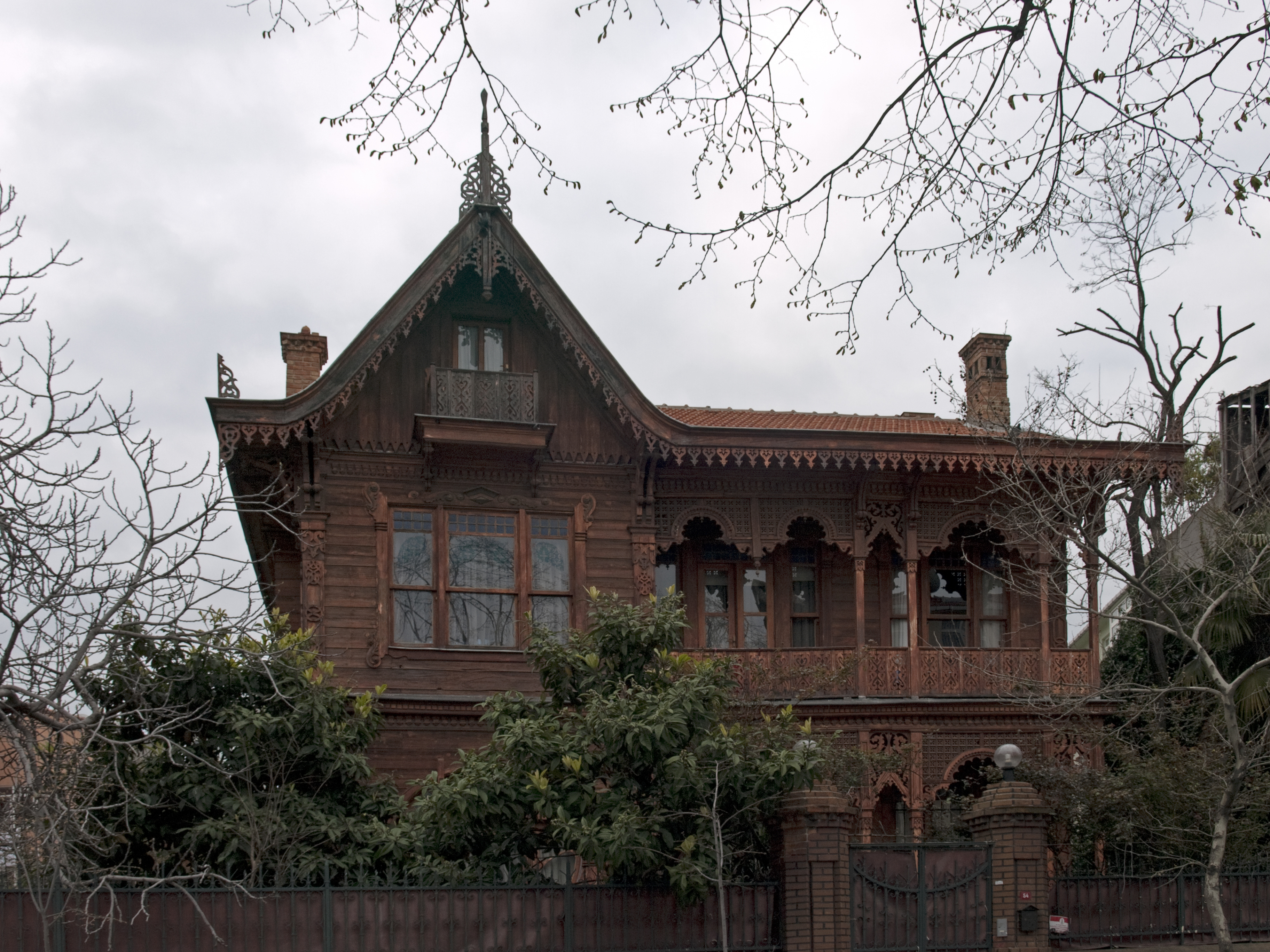
منزل خشبي في سلامز، أحد أحياء أُسكدار.

تشهد أسكدار مناخًا شبه مداريًا رطب (Cfa/Cf) وفقًا لتصنيفات مناخي كوبن وتريوارثا - يعتبر فصل الشتاء باردًا، أما الصيف فيكون غالبًا دافئ إلى حار. على عكس معظم جنوب إسطنبول، فإن أوسكودار أكثر برودة من مجاوريها، بمتوسط درجة حرارة أقل بقليل من 14 °مئوية (57 °فهرنهايت).
| البيانات المناخية لـقانديلي، أسكدار | البيانات المناخية لـقانديلي، أسكدار | البيانات المناخية لـقانديلي، أسكدار | البيانات المناخية لـقانديلي، أسكدار | البيانات المناخية لـقانديلي، أسكدار | البيانات المناخية لـقانديلي، أسكدار | البيانات المناخية لـقانديلي، أسكدار | البيانات المناخية لـقانديلي، أسكدار | البيانات المناخية لـقانديلي، أسكدار | البيانات المناخية لـقانديلي، أسكدار | البيانات المناخية لـقانديلي، أسكدار | البيانات المناخية لـقانديلي، أسكدار | البيانات المناخية لـقانديلي، أسكدار | البيانات المناخية لـقانديلي، أسكدار |
| الشهر                               | يناير                               | فبراير                              | مارس                                | أبريل                               | مايو                                | يونيو                               | يوليو                               | أغسطس                               | سبتمبر                              | أكتوبر                              | نوفمبر                              | ديسمبر                              | المعدل السنوي                       |
| ----------------------------------- | ----------------------------------- | ----------------------------------- | ----------------------------------- | ----------------------------------- | ----------------------------------- | ----------------------------------- | ----------------------------------- | ----------------------------------- | ----------------------------------- | ----------------------------------- | ----------------------------------- | ----------------------------------- | ----------------------------------- |
| متوسط درجة الحرارة الكبرى °م (°ف)   | 7.9 (46.2)                          | 8.0 (46.4)                          | 10.4 (50.7)                         | 15.5 (59.9)                         | 20.2 (68.4)                         | 24.9 (76.8)                         | 27.1 (80.8)                         | 27.0 (80.6)                         | 23.8 (74.8)                         | 19.0 (66.2)                         | 14.6 (58.3)                         | 10.5 (50.9)                         | 17.4 (63.3)                         |
| المتوسط اليومي °م (°ف)              | 5.2 (41.4)                          | 5.1 (41.2)                          | 7.0 (44.6)                          | 11.3 (52.3)                         | 15.8 (60.4)                         | 20.2 (68.4)                         | 22.7 (72.9)                         | 22.8 (73.0)                         | 19.6 (67.3)                         | 15.4 (59.7)                         | 11.3 (52.3)                         | 7.8 (46.0)                          | 13.7 (56.6)                         |
| متوسط درجة الحرارة الصغرى °م (°ف)   | 2.4 (36.3)                          | 2.2 (36.0)                          | 3.5 (38.3)                          | 7.1 (44.8)                          | 11.3 (52.3)                         | 15.4 (59.7)                         | 18.2 (64.8)                         | 18.5 (65.3)                         | 15.3 (59.5)                         | 11.7 (53.1)                         | 8.0 (46.4)                          | 5.0 (41.0)                          | 9.9 (49.8)                          |
| الهطول مم (إنش)                     | 103 (4.1)                           | 83 (3.3)                            | 69 (2.7)                            | 45 (1.8)                            | 37 (1.5)                            | 36 (1.4)                            | 32 (1.3)                            | 39 (1.5)                            | 69 (2.7)                            | 96 (3.8)                            | 101 (4.0)                           | 128 (5.0)                           | 838 (33.1)                          |
| المصدر:                             |                                     |                                     |                                     |                                     |                                     |                                     |                                     |                                     |                                     |                                     |                                     |                                     |                                     |

## مشاهد في أسكدار
تتميز أسكدار بالعديد من المساحات الخضراء، بما في ذلك تلال تشامِلْجا، وساحل البوسفور، والحدائق العامة المختلفة. إضافة إلى كثافة عالية للمباني التاريخية والمواقع الدينية.

### الحدائق
- بستان فتحي باشا (Fethi Paşa Korusu): هي حديقة كبيرة على التلال المطلة على شاطئ البوسفور، تقع خلف أسكدار في منطقة تسمى باشا ليمان (Paşalimanı). سميت بنسبة إلى فتحي أحمد باشا، الأمير العثماني الذي كان مسؤولًا عن تصنيع الأواني في الدولة العثمانية، واتخذ بيتاً في المنطقة. الحديقة وفي الواقع مملوكة للقطاع الخاص، وسماح للدولة الاستفادة منها بشرط الحفاظ عليها كحديقة. أصحاب العقار هم من رواد الصناعة التركية نوري ديميراغ. ويوجد مقهى في الحديقة، وشلال حجري يتسلقه الأطفال، ومسرح صغير تقام عليه حفلات موسيقية في الهواء الطلق من أمسيات الجمعة الصيفية عند غروب الشمس. وفي عطلة نهاية الأسبوع يتجمع العشاق للتنزه في الظلال الوارفة.

## أعلام الحي
- باريش مانتشو.